# Dataskugga
Dataskugga är ett begrepp som avser den beskrivning eller bild av en individ som kan sammanställas från de spår av information, elektroniska fotspår, som en individ oavsiktligt lämnar efter sig när denne utför vardagliga aktiviteter som att läsa sin e-post, interagera på sociala medier eller genom att göra köp med kreditkort eller andra betaltjänster.
Dataskugga kan också avse den information som upprättas i ett system för att representera en individ. Begreppet kan relateras till Platons grottliknelse.

## Historik
Begreppet myntades av politikern och litteraturvetaren Kerstin Anér, som nämner termen första gången i tryckt media i den kristna kulturtidskriften Vår Lösen år 1972 i en essä med titeln ”Dataskuggan”. I essän menar Anér att samhällets datorisering riskerar medföra att människor betraktas på ett felaktigt sätt genom den begränsade digitala representation som upprättats i ett system. 
”Det räcker med att se på denna vidlyftiga databild av människan, utlagd för ögonen på den som har all laglig rätt till det. Socialnämnden, t. ex. Vad ser de? Ser de en människa, eller hennes dataskugga? Naturligtvis det senare. Och om man bara kan hålla i minnet, att detta är en skugga, så vore det inte så farligt. Men man tar så lätt skuggan för verklighet. Datorernas utskrifter ser så pålitliga, så vetenskapliga ut.” 
Informationen som genereras kan skapa en oerhört detaljerad sammanställning av hur en individ agerar och rör sig, och även individens intressen, vilka individer den kommunicerar med, vilka organisationer den arbetar för eller interagerar med och så vidare. Informationen kan föras vidare till andra organisationer eller andra lagringsplatser. Inte bara individer, utan även institutioners och organisationers aktiviteter kan kartläggas.
Begreppet dataskugga är nära relaterat med begreppet elektroniskt fotspår som avser själva de informationsposter som lämnas kvar från individens aktiviteter.
I ett kapitel i boken Geography and Technology (2004) konstaterar forskaren Matthew Zook och hans medförfattare att dataskuggor är ett resultat av att personer i ökad utsträckning blivit ”digitala individer”, och att dessa dataskuggor förändras och utvecklas i takt med att tjänster och verktyg utvecklas.
Dataskuggorna kan användas för att modellera och förutsäga politiska opinioner, samt dra slutsatser om olika personers politiska preferenser eller mottaglighet för annonsering.
Piratpartiet har profilerat sig med ett integritetspolitiskt program där man bland annat vill ”hejda massövervakningen”. Man har där 2020 föreslagit projekt för att kartlägga ”dataskuggor” (data shadows) genom att granska faktiska datainsamlingspraktiker samt hur insamlad information delas och används.

## Annan betydelse
Ordet ”dataskugga” har även använts i en nästan motsatt betydelse, som beteckning för situationen för de som i ett samhälle lever utan tillgång till dator och internet, även kallat digitalt utanförskap.